# Государственный советник юстиции Украины
Государственный советник юстиции Украины (укр. державний радник юстиції України) — высший классный чин в органах прокуратуры Украины.
Установлен постановлением Верховной Рады Украины от 6 ноября 1991 года № 1795-XII «Об утверждении Положения о классных чинах работников органов прокуратуры Украины».

## Список государственных советников юстиции Украины
После даты присвоения классного чина стоит номер соответствующего Указа Президента Украины.
1. 22 июня 1992 года, № 351 — Шишкин Виктор Иванович, Генеральный прокурор Украины (1991—1993)
2. 13 июня 1994 года, № 300/94 — Дацюк Владислав Владимирович, Генеральный прокурор Украины (1993—1995)
3. 1 декабря 1995 года, № 1104/95 — Ворсинов Григорий Трофимович, Генеральный прокурор Украины (1995—1997)
4. 8 октября 1997 года, № 1126/97 — Литвак Олег Михайлович, исполняющий обязанности Генерального прокурора Украины (1997—1998)
5. 23 августа 1998 года, № 924/98 — Потебенько Михаил Алексеевич, Генеральный прокурор Украины (1998—2002)
6. 20 августа 2004 года, № 937/2004 — Васильев Геннадий Андреевич, Генеральный прокурор Украины (2003—2004)
7. 28 ноября 2008 года, № 1119/2008 — Медведько Александр Иванович, Генеральный прокурор Украины (2005—2007, 2007—2010)
8. 12 ноября 2010 года, № 1023/2010 — Пшонка Виктор Павлович, Генеральный прокурор Украины (2010—2014)